# Banke (huyện)
Banke (tiếng Nepal:बाँक) là một huyện thuộc khu Bheri, vùng Trung Tây Nepal, Nepal. Huyện này có diện tích 2337 km², dân số thời điểm năm 2001 là 385840 người.

## Dân số
Biến động dân số giai đoạn 1952-2001:
| Năm    | 1952  | 1961  | 1971   | 1981   | 1991   | 2001   |
| ------ | ----- | ----- | ------ | ------ | ------ | ------ |
| Dân số | 82449 | 95148 | 125709 | 205323 | 285604 | 385840 |